# Wüstenwarzenschwein
Das Wüstenwarzenschwein (Phacochoerus aethiopicus) ist eine Säugetierart aus der Familie der Echten Schweine (Suidae). Es ist eng mit dem (Eigentlichen) Warzenschwein verwandt und wird manchmal in der gleichen Art geführt.

Heutiges Verbreitungsgebiet des Wüstenwarzenschweins

Wüstenwarzenschweine sind wie die Eigentlichen Warzenschweine durch den bizarr wirkenden Kopf charakterisiert. Sie haben wie diese sechs paarig angeordnete Warzen am Kopf, die vor allem bei den Männchen ausgeprägt sind. Die oberen Eckzähne sind stark verlängert und gebogen; diese Hauer werden bis zu 60 Zentimeter lang, die unteren Eckzähne sind kleiner, aber schärfer. Von den Eigentlichen Warzenschweinen unterscheiden sie sich in Details des Baus des Schädels und der Zähne, auch ist ihr Körper etwas kleiner. Über die Lebensweise der Wüstenwarzenschweine ist kaum etwas bekannt; vermutlich stimmt sie mit der der Eigentlichen Warzenschweine weitgehend überein.
Es gab zwei Populationen in getrennten Verbreitungsgebieten: eine im südlichen und eine im östlichen Afrika.
Die südliche Unterart (Phacochoerus aethiopicus aethiopicus) ist ausgestorben. Sie war auf Südafrika beschränkt und kam nur in der Kapprovinz und in der Provinz Freistaat vor. Durch intensive Bejagung wurden die Bestände im 18. und 19. Jahrhundert stark dezimiert, durch den Ausbruch der Rinderpest sind die verbliebenen Tiere um das Jahr 1900 dahingerafft worden.
Die nördliche Unterart (Phacochoerus aethiopicus delamerei) ist im südöstlichen Äthiopien, dem nordöstlichen Kenia und in Somalia beheimatet. Diese Unterart wird von der IUCN als nicht gefährdet geführt (least concern).